# Fuglsang Kunstmuseum

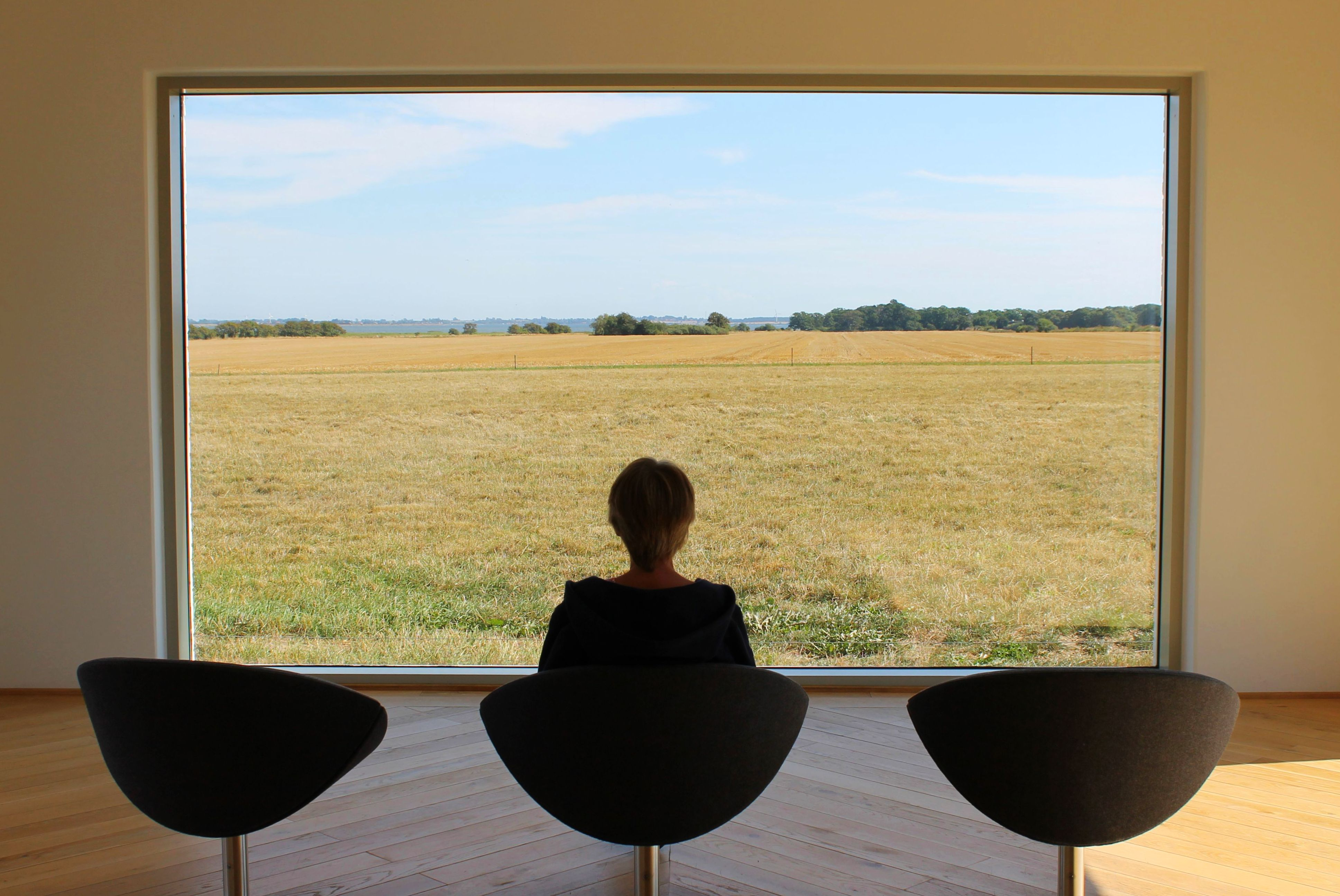
Uitzicht naar het oosten vanuit het Fuglsang Kunstmuseum

Het Fuglsang Kunstmuseum is een kunstmuseum nabij de plaats Toreby in de gemeente Guldborgsund, gelegen in het deel van de gemeente op het eiland Lolland in Denemarken. Het bevindt zich in landelijk gebied, nabij de westelijke oever van de Guldborgsund. Het is deel van het cultureel centrum en landgoed Fuglsang en herbergt Deense kunst, met de nadruk op lokale kunstenaars en thema's.

## Gebouw
Het museum is gevestigd naast het kasteel Fuglsang. Het door Tony Fretton ontworpen, volledig witte modernistische gebouw staat bekend vanwege zijn integratie in de omliggende architectuur en het landschap. Het ontwerp werd in mei 2005 gekozen via een architectuurwedstrijd. De bouw begon in augustus 2006 en het museum werd geopend in januari 2008. Het won in 2009 een RIBA European Award en stond op de 'shortlist' van de Stirling Prize in hetzelfde jaar.
De galerijen bevinden zich langs een lange gang, die zelf ook tentoonstellingsruimte is. Aan het einde bevindt zich een ruimte met drie grote vensters, waarvan er een zichtbaar is vanuit de gang. In de ruimte bevinden zich geen kunstwerken, maar de vensters bieden een blik op het omliggende landschap, vooral richting de Guldborgsund.
Aan een zijde van de gang bevinden zich relatief kleine tentoonstellingsruimtes met gouden ornamenten geïnspireerd door de architectuur van het naburige landhuis van het landgoed Fuglsang. Hier vindt men kleinere werken. Aan de andere zijde bevinden zich grotere tentoonstellingsruimten, verlicht door daglicht.

## Collectie
Het Fuglsang Kunstmuseum herbergt een belangrijke verzameling van Deense kunst vanaf het einde van de achttiende eeuw tot heden. Er bevinden zich schilderijen, beeldhouwwerken en tekeningen. De focus ligt op lokale kunstenaars en thema's.

### Schilderijen
Het museum heeft ongeveer 600 schilderijen in bezit. Hiervan zijn er enkele uit de late 18e Eeuw en de Deense Gouden Eeuw (eerste helft negentiende eeuw), maar de nadruk ligt op schilderijen van rond 1900. Belangrijke Deense kunstenaars als de Skagenschilders, de Funenschilders, Theodor Philipsen, L.A. Ring en Vilhelm Hammershøi zijn vertegenwoordigd.

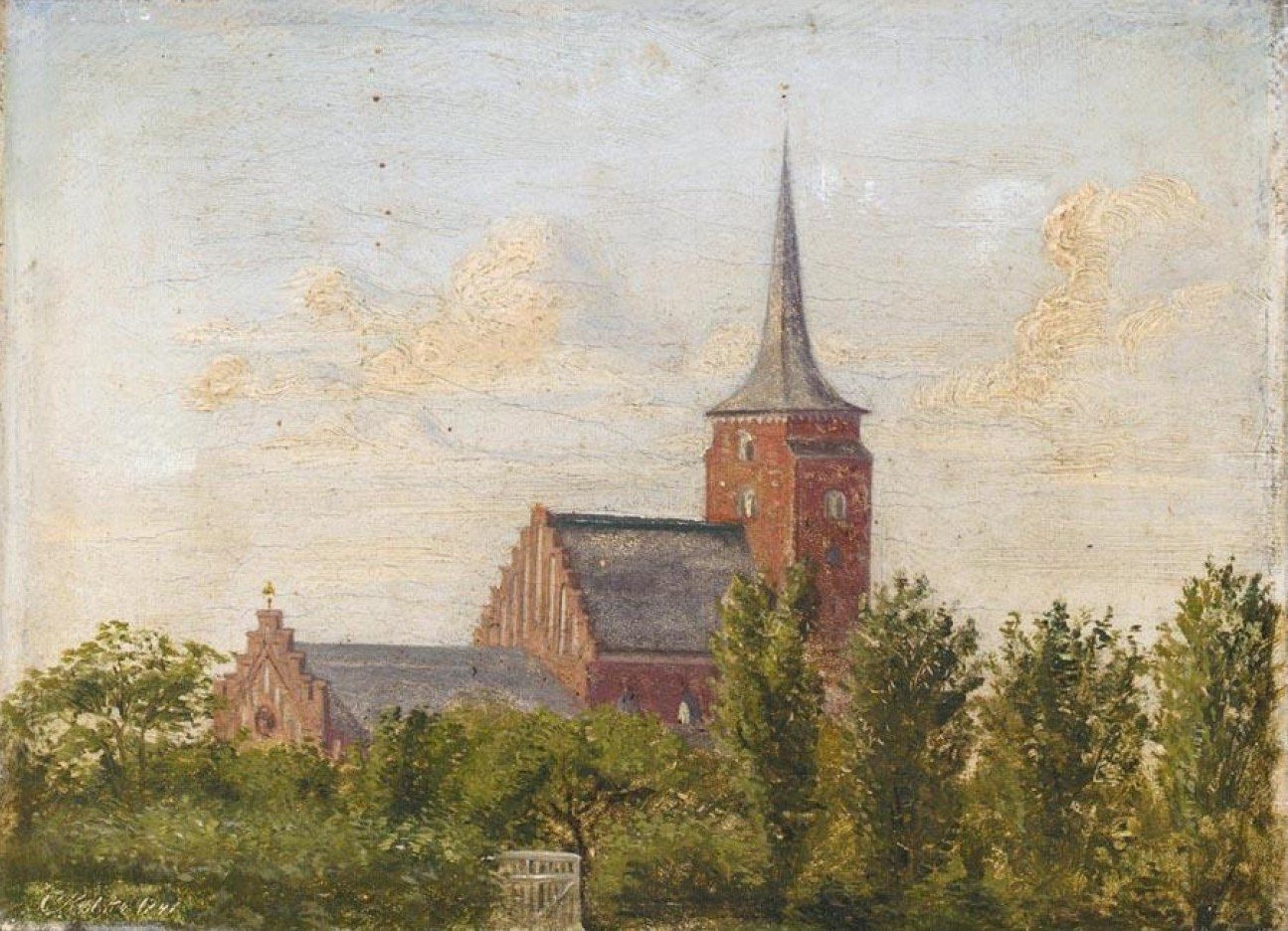
Kerk van Nakskov Christen Købke, 1841
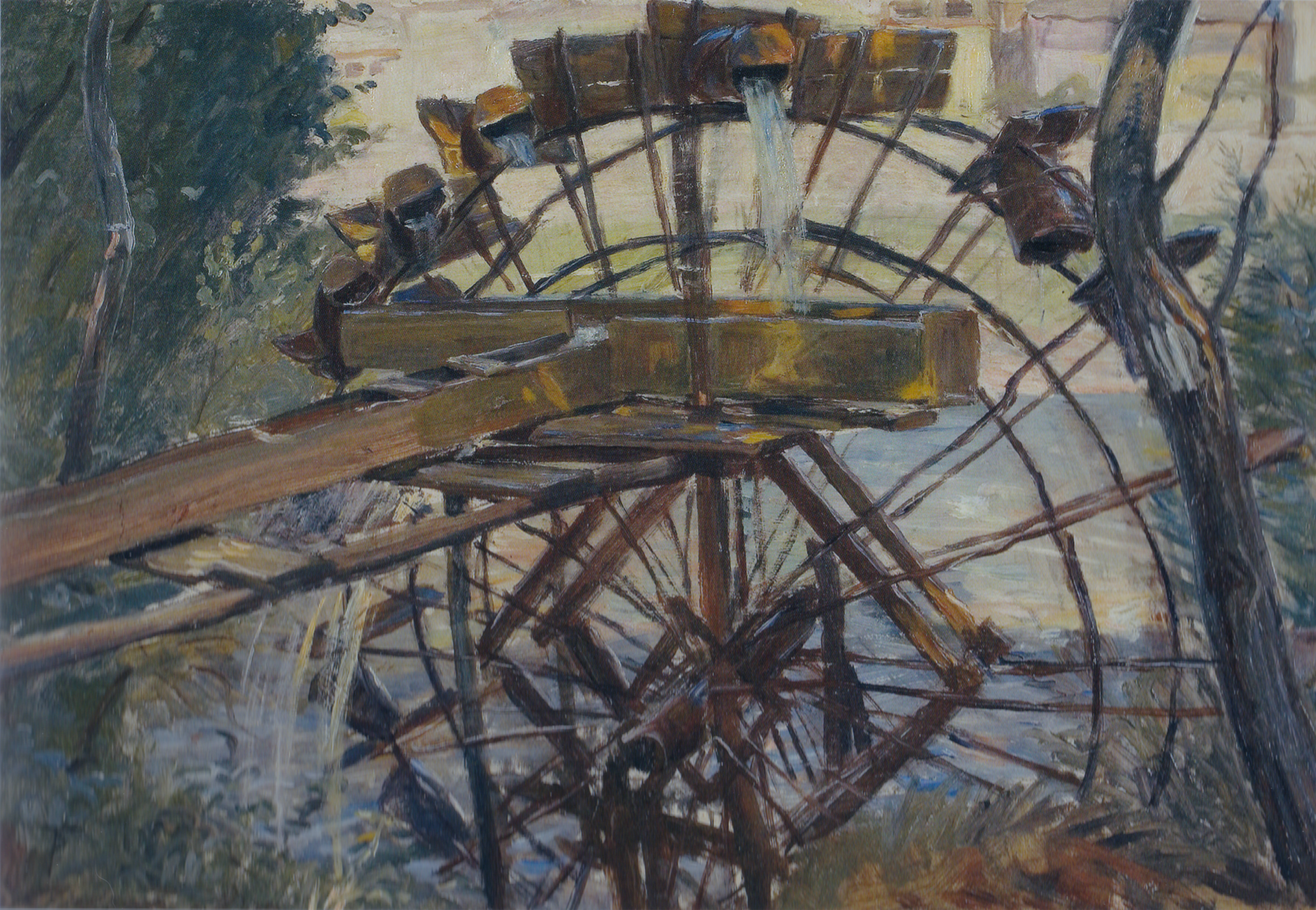
Waterrad in de Liri-rivier Theodor Philipsen, 1883
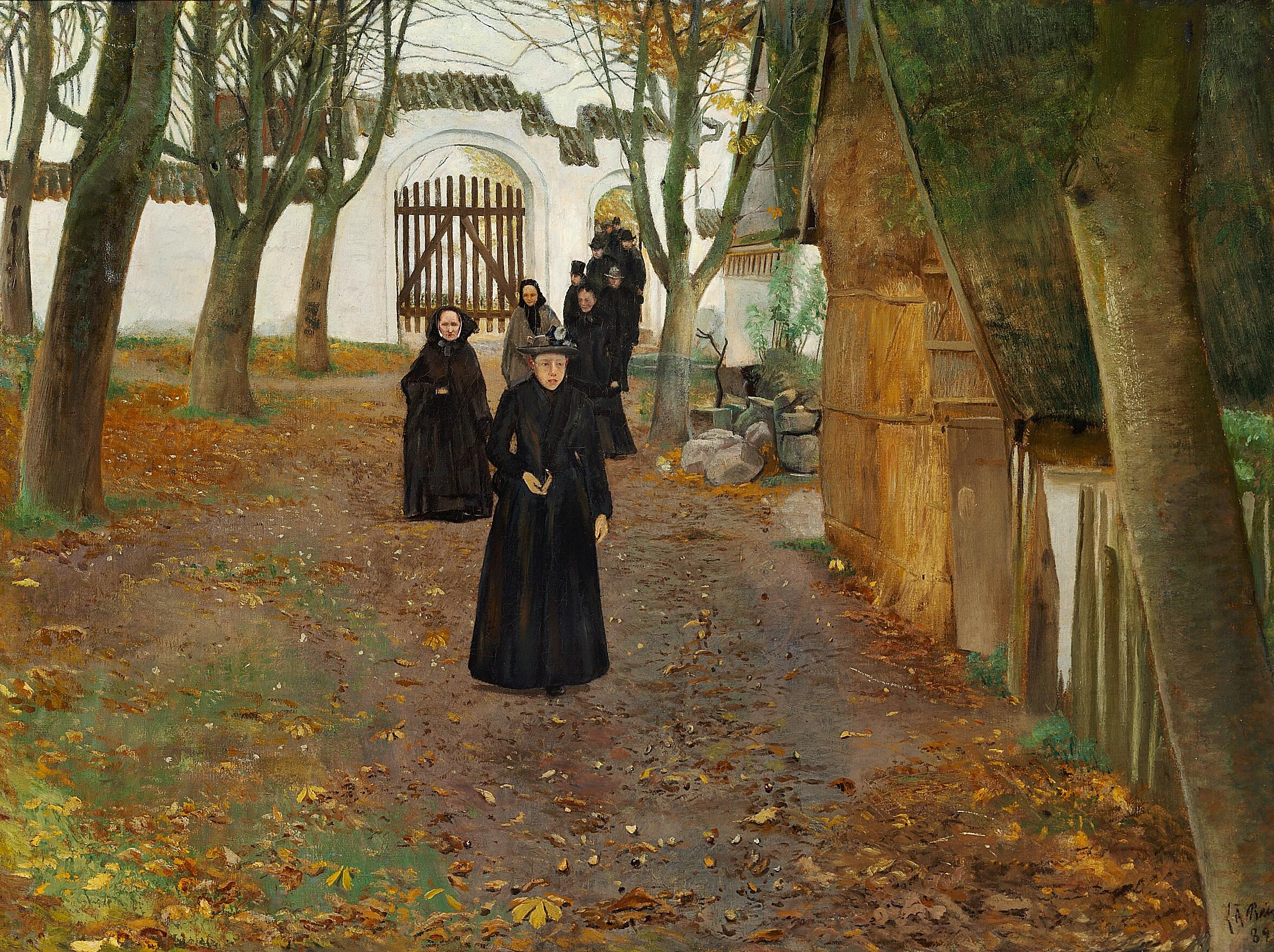
Mensen verlaten de kerk in Mogenstrup L.A. Ring, 1889
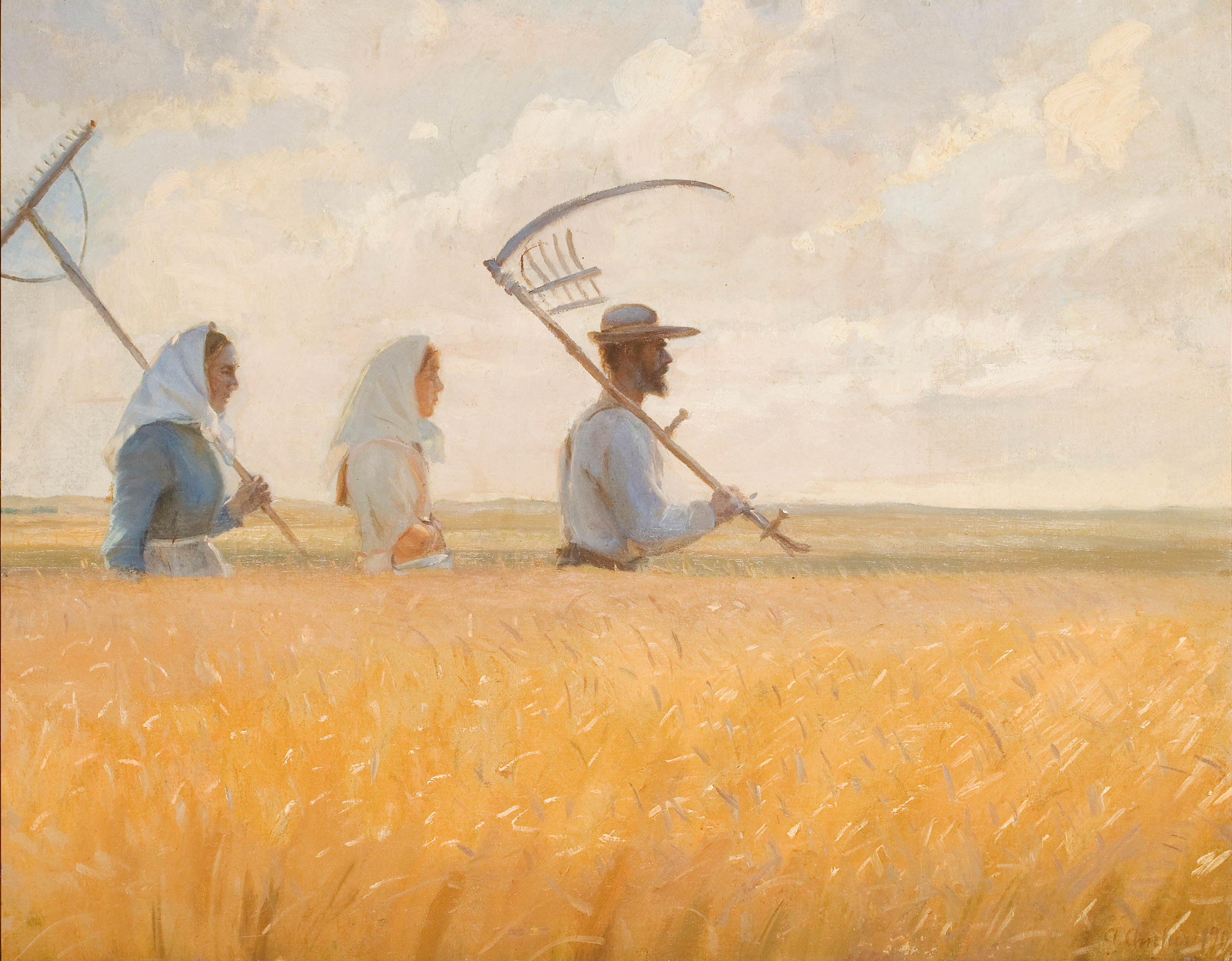
Oogsttijd Anna Ancher, 1901
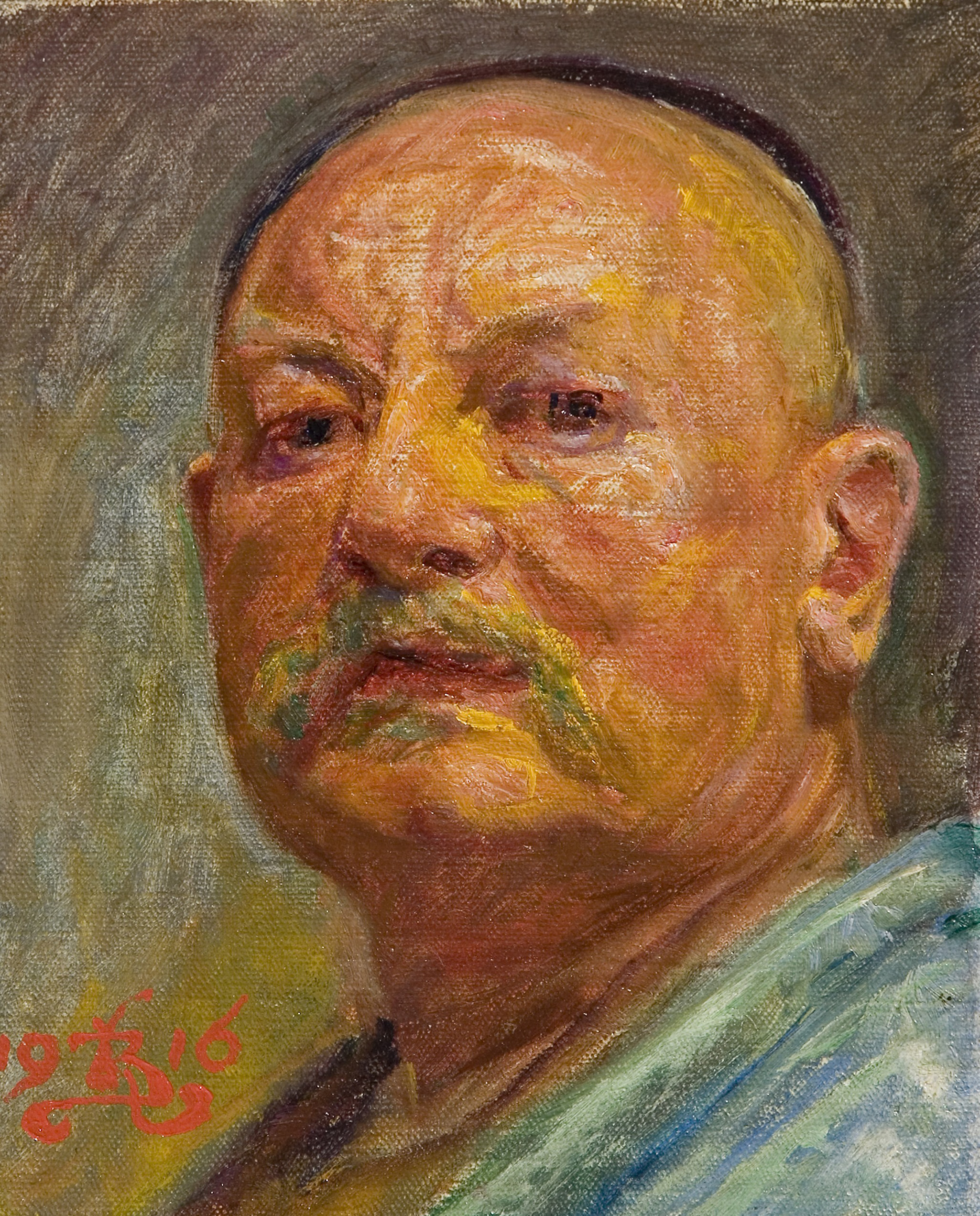
Zelfportret in lamplicht Kristian Zahrtmann, 1916

### Beeldhouwkunst
De collectie omvat ongeveer 200 beeldhouwwerken, daterend van de late 19e eeuw tot 1950. De nadruk ligt op de periode 1930-1950.

### Werken op papier
Het museum heeft een uitgebreide collectie van in totaal 2800 tekeningen, aquarellen en grafische werken. De meeste hiervan stammen uit de twintigste eeuw.

## Tentoonstellingen en andere activiteiten
Het Fuglsang Kunstmuseum organiseert zowel wisselende tentoonstellingen van eigen werk als speciale tentoonstellingen. Daarnaast wordt een gevarieerd programma van activiteiten en presentaties aangeboden. Een interdisciplinair cursusinstituut is aan het museum verbonden.

## Financieel
In 2015 budgetteert het museum ongeveer 8 miljoen Deense kronen of 1,1 miljoen euro aan inkomsten. Hiervan is ca. 5 miljoen kronen subsidie van overheden op verschillende niveaus. Ongeveer 2,5 miljoen kronen is afkomstig van bezoekers. Iets minder dan de helft van de ongeveer 7,9 miljoen kronen aan kosten bestaat uit personeelskosten. In 2015 verwacht men een overschot van ca. 110 duizend kronen. Een los toegangskaartje voor een volwassene kost 70 kronen, ongeveer 9,40 euro. Er zijn speciale tarieven voor onder andere groepen en scholen.

## Ecterne link
- (en)  Officiële website Fuglsang Kunstmuseum